# آلفرد شانسی
آلفرد شانِـسی (انگلیسی: Alfred Shaughnessy؛ ۱۹ مهٔ ۱۹۱۶ – ۲ نوامبر ۲۰۰۵) تهیه‌کننده تلویزیونی، فیلم‌نامه‌نویس، تهیه‌کننده فیلم و نویسنده اهل بریتانیا بود.
از فیلم‌ها یا مجموعه‌های تلویزیونی که وی در آن‌ها نقش داشته‌است می‌توان به شدت اشاره نمود.